# Herrenknecht AG
Herrenknecht AG é uma empresa alemã, fabricante de tuneladoras.
Sediada em Allmannsweier, Schwanau, é a líder mundial do mercado de fabricação de máquinas desse tipo.

## História
A empresa foi fundada em 1977 por Martin Herrenknecht (que em 1975 havia aberto a Companhia de Engenharia Martin Herrenknecht, posteriormente absorvida pela nova empresa), inicialmente sob a forma de sociedade limitada Sua primeira filial fora da Alemanha foi inaugurada em 1992 nos Estados Unidos. Em 1998, passa para a forma de Empresa de capital aberto.